# Henry Harold Goldberger
Henry Harold Goldberger (* 19. Januar 1878 in Österreich, wahrscheinlich Schlesien; † August 1969 in New York City, USA) war ein US-amerikanischer Pädagoge und Schulbuch-Autor jüdischen Glaubens.

## Leben
Goldberger war Lehrer unter anderem an den Public Schools No. 13 und 192, der Stuyvesant High School (1915) sowie Schulleiter (1919) der Public School No. 18 in Manhattan (121 East 51st Street). Dabei arbeitete er im Auftrag des State Departments of Immigrant Education. Außerdem war er Hochschullehrer (Instructor in Methods of Teaching English to Foreigners) an der Columbia University, wo er Englisch-Kurse für Einwanderer gab und Direktor des Americanization Institute in New York City.
Im Jahr 1886 war er in die USA gekommen. Dort machte er 1898 seinen Bachelor of Science am City College of New York. Im Jahr 1900 folgte der Bachelor of Laws an der juristischen Fakultät (Law School) der New York University. Am 11. April 1900 erhielt er die US-amerikanische Staatsbürgerschaft. Zehn Jahre später (1910) machte er seinen Master of Arts  und den Master of Philosophy.
Goldberger ist bis heute durch sein pädagogisches Werk bekannt, das sich vor allem mit der (sprachlichen) Integration von europäischen Immigranten und Neubürgern befasste. Er war nicht nur bemüht, Einwanderern aus Europa die englische Sprache zu lehren, sondern als Dozent am Teachers College, einer Abteilung der Columbia University, auch andere Englischlehrer zielgerichtet im Unterricht für Immigranten anzuleiten. Seine Lehrbücher, heute inzwischen in Internetdatenbanken frei zugänglich, galten damals als beispielgebend.
Er war mit Fanny Goldberger verheiratet.

## Schriften
- English for coming citizens, New York: Charles Scribner’s Sons 1918.
- How to teach English to foreigners, New York: International Press 1918, online
- America für coming citizens, New York u. a. 1918.
- A Course of Study and Syllabus for Teaching English to non-English speaking adults, New York 1919.
- Teaching English to the foreign born. A Teacher’s Handbook [ed U.S. Bureau of Education Bulletin 1919, No. 80], Washington 1920.
- Second Book in English for coming citizens, New York u. a. 1921.
- Methods of Teaching English to non-English speaking foreign-born. A Teacher’s Handbook [Prepared by H. Goldberger, under the Direction of the Americanization Bureau of the Pennsylvania Council of Nat. Defense], Albany 1921.
- The City English Book [with Stephen Bayne], New York 1922.
- Intermediate Book in English for coming citizens, New York u. a. 1924.